# Thomas Mattingly
Thomas Kenneth Mattingly II (Chicago, Illinois, 1936. március 17. – Cincinnati, Ohio, 2023. október 31.) amerikai űrhajós, az amerikai haditengerészet ellentengernagya.

## Életpálya
1966. április 4-től részesült űrhajóskiképzésben. 1985. júniusig volt a NASA tagja. Részt vett az Apollo-programban, illetve repült a Columbia és a Discovery űrrepülőgép fedélzetén is. Összesen 21 napot, 4 órát és 34 percet töltött a világűrben.
Eredetileg tagja volt a szerencsétlenül járt Apollo–13 küldetésnek, de betegség miatt kikerült a legénységből. 1972-ben az Apollo–16 parancsnoki moduljának pilótájaként egyike lett annak a 24 embernek, aki elrepült a Holdhoz.

## Repülések
- Apollo–16 – 1972. április 16-27., parancsnokimodul-pilóta
- STS–4 – 1982. június 27. - július 4., parancsnok
- STS–51–C – 1985. január 24-27., parancsnok

### Tartalék személyzet
- STS–2 a tartalék parancsnoka
- STS–3 a tartalék parancsnoka